# Grand Prix automobile d'Autriche 1973
Résultats du Grand Prix automobile d'Autriche de Formule 1 1973 qui a eu lieu sur l'Österreichring le 19 août 1973.

## Classement
| Pos  | N° | Pilote               | Écurie            | Tours | Temps/Abandon          | Grille | Points |
| ---- | -- | -------------------- | ----------------- | ----- | ---------------------- | ------ | ------ |
| 1    | 2  | Ronnie Peterson      | Lotus-Ford        | 54    | 1 h 28 min 49 s 2      | 2      | 9      |
| 2    | 5  | Jackie Stewart       | Tyrrell-Ford      | 54    | +9 s 01                | 7      | 6      |
| 3    | 24 | Carlos Pace          | Surtees-Ford      | 54    | +46 s 64               | 8      | 4      |
| 4    | 10 | Carlos Reutemann     | Brabham-Ford      | 54    | +47 s 91               | 5      | 3      |
| 5    | 20 | Jean-Pierre Beltoise | BRM               | 54    | + 1 min 21 s 30        | 13     | 2      |
| 6    | 19 | Clay Regazzoni       | BRM               | 54    | + 1 min 38 s 40        | 14     | 1      |
| 7    | 4  | Arturo Merzario      | Ferrari           | 53    | +1 tour                | 6      |        |
| 8    | 7  | Denny Hulme          | McLaren-Ford      | 53    | +1 tours               | 3      |        |
| 9    | 26 | Gijs Van Lennep      | Iso Marlboro-Ford | 52    | +2 tours               | 23     |        |
| 10   | 23 | Mike Hailwood        | Surtees-Ford      | 49    | +5 tours               | 15     |        |
| Abd. | 1  | Emerson Fittipaldi   | Lotus-Ford        | 48    | Distribution d'essence | 1      |        |
| Nc.  | 25 | Howden Ganley        | Iso Marlboro-Ford | 44    | Non classé             | 21     |        |
| Abd. | 18 | Jean-Pierre Jarier   | March-Ford        | 37    | Moteur                 | 12     |        |
| Abd. | 28 | Rikky von Opel       | Ensign-Ford       | 34    | Distribution d'essence | 19     |        |
| Abd. | 11 | Wilson Fittipaldi    | Brabham-Ford      | 31    | Distribution d'essence | 16     |        |
| Abd. | 12 | Graham Hill          | Shadow-Ford       | 28    | Suspension             | 22     |        |
| Abd. | 16 | George Follmer       | Shadow-Ford       | 23    | Différentiel           | 20     |        |
| Abd. | 9  | Rolf Stommelen       | Brabham-Ford      | 21    | Roulement de roue      | 17     |        |
| Abd. | 17 | Jackie Oliver        | Shadow-Ford       | 9     | Alimentation           | 18     |        |
| Abd. | 6  | François Cevert      | Tyrrell-Ford      | 6     | Suspension             | 10     |        |
| Abd. | 27 | James Hunt           | March-Ford        | 3     | Injection              | 9      |        |
| Abd. | 8  | Peter Revson         | McLaren-Ford      | 0     | Embrayage              | 4      |        |
| Abd. | 15 | Mike Beuttler        | March-Ford        | 0     | Collision              | 11     |        |

Légende :
- Abd.=Abandon

## Pole position et record du tour
- Pole position : Emerson Fittipaldi en 1 min 34 s 98 (vitesse moyenne : 224,043 km/h).
- Tour le plus rapide : Carlos Pace en 1 min 37 s 29 au 46e tour (vitesse moyenne : 218,723 km/h).

## Tours en tête
- Ronnie Peterson : 22 (1-16 / 49-54)
- Emerson Fittipaldi : 32 (17-48)

## À noter
- 2e victoire pour Ronnie Peterson.
- 52e victoire pour Lotus en tant que constructeur.
- 63e victoire pour Ford Cosworth en tant que motoriste.